# Olijfkopwever
De olijfkopwever (Ploceus olivaceiceps) is een zangvogel uit de familie Ploceidae (wevers en verwanten).

## Verspreiding en leefgebied
Deze soort telt 2 ondersoorten:
- P. o. olivaceiceps: Tanzania, oostelijk Zambia, Malawi en noordwestelijk Mozambique.
- P. o. vicarius: zuidelijk Mozambique.